# 포쿠스 지라쿤
포쿠스 지라쿤(태국어: โฟกัส จีระกุล, 1993년 2월 14일 ~ )은 태국의 배우이다.